# Презумпція добропорядності
Презумпція у праві (лат. praesumptio — припущення) — закріплене правовими нормами припущення про вірогідність настання певного юридичного факту. Розрізняють заперечні й незаперечні презумпції. Заперечні презумпції у праві — припущення про існування факту доти, доки не буде встановлено (доведено) інше. Незаперечні презумпції у праві — припущення про існування факту, навіть якщо можливо встановити (довести) інше, наприклад презумпція недієздатності особи до досягнення нею певного віку, визначеного в законі.
Презу́мпція добропорядності — доктринальний принцип взаємовідносин людини і держави та суспільства в правовій державі, який полягає в тому, що кожна людина має честь і гідність, вважається добропорядною, доки інше не визначено в законної сили судовому рішенні; дії кожного є добропорядними, доки інше не доведено в передбаченому законом порядку; поширювана про людину інформація, що її порочить, вважається недостовірною, якщо інше не встановлено в передбаченому законом порядку; доказування достовірності такої інформації покладається на того, хто її поширив; поширювач інформації відшкодовує матеріальну і моральну шкоду, завдану людині, якщо не доведе достовірність поширюваної інформації.

## Історія становлення
Витоки презумпції добропорядності можна знаходити ще в відомих положеннях римського права. Наприклад: Ei incumbit probatcio, qui dicit, non qui negat — «Тягар доказування лежить на тому, хто стверджує, а не на тому хто заперечує».
Деякі положення такого принципу існували в ч. 3 ст. 277 Цивільного кодексу України до 2014 р., відповідно до якої негативна інформація, поширена про особу, вважалась недостовірною, якщо особа, яка її поширила, не доведе протилежного. Тобто цією нормою встановлювалась презумпція недостовірності негативної інформації про особу.
В законодавстві України вживаються такі концепти як: презумпція невинуватості, презумпція психічного здоров'я, презумпція правомірності дій та вимог учасників адміністративних процедур, презумпція добросовісності платника податків тощо.
Чинний Цивільний кодекс України відносить право на повагу до гідності та честі до немайнових прав, які належать кожній фізичній особі від народження і якими особа володіє довічно (ст. 269, 270), відтак створює передумови для встановлення принципу презумпції гідності людини.

## Характеристика
Проголошення природних прав і свобод людини найвищою цінністю, будучи без сумніву важливою віхою державотворення, але без системного дотримання принципів правової держави, які унеможливлюють потурання самих прав і свобод, — це глухий кут демократії, вихід з якого потребує необхідності розвитку юридичних гарантій забезпечення прав і свобод людини в суспільних відносинах.
Згідно зі ст. 28 Конституції України кожен має право на повагу до його гідності. Чинний ЦК України відносить право на повагу до гідності та честі до немайнових прав, які належать кожній фізичній особі від народження і якими особа володіє довічно (ст. 269, 270). Діяльність фізичних та юридичних осіб не може порушувати особисті немайнові права (ст. 273 ЦК України); спростування недостовірної інформації здійснюється особою, яка поширила інформацію; спростування недостовірної інформації здійснюється незалежно від вини особи, яка її поширила (ст. 277 чинного ЦК України). Фізична особа, яка поширює інформацію, зобов'язана переконатися в її достовірності (ст. 302 ЦК України).
Презумпція гідності — цивілізаційний стандарт суспільної моралі (кредит, наданий людині для її самореалізації), в силу якого загальновизнаним є твердження, що людина наділена від природи духовним даром людської істоти прагненням до істини, добра, краси та справедливості. Право на визнання гідності є непорушним природним правом кожної людини незалежно від будь-яких обставин.
Стаття 15 Закону України від 17 лютого 2022 року № 2073-IX «Про адміністративну процедуру», здійснюючи важливий крок до зміцнення гарантій захисту прав і свобод людини, закріплює презумпцію правомірності дій та вимог особи як принцип адміністративної процедури, визначаючи наступне: «Дії та вимоги особи є правомірними, доки інше не буде доведено під час розгляду та/або вирішення справи. Сумніви щодо правомірності дій та вимог особи, що виникають внаслідок неоднозначного (множинного) трактування норми права, повинні тлумачитися адміністративним органом на користь їх правомірності».
Інтегративний аналіз галузевих законодавчих норм дає підстави для формування загальноправового принципу презумпції добропорядності людини в усіх формах її правовідносин з інституціями влади, що знайшло обгрунтування в працях фахівців.
Принцип презумпції добропорядності людини має бути закріплений на конституційному рівні, де зокрема має бути визначено: «Кожна людина має честь і гідність, вважається добропорядною, доки інше не визначено в законної сили судовому рішенні; поширювана про людину інформація, що її порочить, вважається недостовірною, якщо інше не встановлено в передбаченому законом порядку; доказування достовірності такої інформації покладається на того, хто її поширив; поширювач інформації відшкодовує матеріальну і моральну шкоду, завдану людині, якщо не доведе достовірність поширюваної інформації». На основі цього доктринального положення презумпція добропорядності потребує розвитку в галузевому законодавстві.